# 万丈湖街道
万丈湖街道，是中华人民共和国湖北省黄冈市武穴市下辖的一个乡镇级行政单位。

## 行政区划
万丈湖街道下辖以下地区：
新港社区、万丈村、黄湖村和太泊村。